# 2014-es FIA WEC Fuji 6 órás verseny

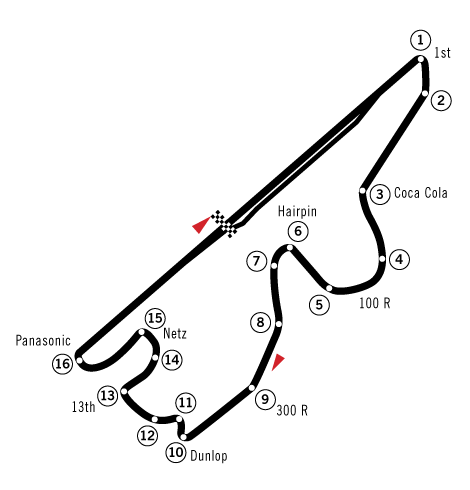
A Fuji International Speedway

## Időmérő

### Az időmérő végeredménye
A kategóriák legjobbjai félkövér betűkkel vannak írva.
| Helyezés | Kategória | Rajtszám | Csapat                | Átlagidő   | Rajthely |
| -------- | --------- | -------- | --------------------- | ---------- | -------- |
| 1        | LMP1-H    | No. 8    | Toyota Racing         | 1:26.886   | 1        |
| 2        | LMP1-H    | No. 20   | Porsche Team          | 1:26.929   | 2        |
| 3        | LMP1-H    | No. 14   | Porsche Team          | 1:27.306   | 3        |
| 4        | LMP1-H    | No. 7    | Toyota Racing         | 1:27.437   | 4        |
| 5        | LMP1-H    | No. 2    | Audi Sport Team Joest | 1:28.118   | 5        |
| 6        | LMP1-H    | No. 1    | Audi Sport Team Joest | 1:28.165   | 6        |
| 7        | LMP1-L    | No. 12   | Rebellion Racing      | 1:31.751   | 7        |
| 8        | LMP1-L    | No. 13   | Rebellion Racing      | 1:32.245   | 8        |
| 9        | LMP2      | No. 26   | G-Drive Racing        | 1:33.062   | 12       |
| 10       | LMP2      | No. 47   | KCMG                  | 1:33.847   | 9        |
| 11       | LMP2      | No. 27   | SMP Racing            | 1:34.328   | 10       |
| 12       | LMP2      | No. 37   | SMP Racing            | 1:35.006   | 11       |
| 13       | LMP1-L    | No. 9    | Lotus                 | 1:35.414   | 13       |
| 14       | LMGTE Pro | No. 99   | Aston Martin Racing   | 1:39.686   | 14       |
| 15       | LMGTE Pro | No. 97   | Aston Martin Racing   | 1:40.031   | 15       |
| 16       | LMGTE Pro | No. 92   | Porsche Team Manthey  | 1:40.145   | 16       |
| 17       | LMGTE Pro | No. 71   | AF Corse              | 1:40.171   | 17       |
| 18       | LMGTE Pro | No. 51   | AF Corse              | 1:40.200   | 18       |
| 19       | LMGTE Am  | No. 98   | Aston Martin Racing   | 1:40.230   | 19       |
| 20       | LMGTE Pro | No. 91   | Porsche Team Manthey  | 1:40.283   | 20       |
| 21       | LMGTE Am  | No. 81   | AF Corse              | 1:40.624   | 21       |
| 22       | LMGTE Am  | No. 95   | Aston Martin Racing   | 1:40.638   | 22       |
| 23       | LMGTE Am  | No. 61   | AF Corse              | 1:40.676   | 23       |
| 24       | LMGTE Am  | No. 75   | Prospeed Competition  | 1:40.830   | 24       |
| 25       | LMGTE Am  | No. 88   | Proton Competition    | 1:40.995   | 25       |
| 26       | LMGTE Am  | No. 90   | 8 Star Motorsports    | 1:41.019   | 26       |
| –        | LMP2      | No. 35   | OAK Racing            | Idő nélkül | 27       |

## Futam

### A futam végeredménye
A kategóriák győztesei félkövér betűkkel vannak írva.
| Helyezés | Kategória | Rajtszám | Csapat                | Versenyző                                             | Kasztni                          | Abroncs | Körök |
| Helyezés | Kategória | Rajtszám | Csapat                | Versenyző                                             | Motor                            | Abroncs | Körök |
| -------- | --------- | -------- | --------------------- | ----------------------------------------------------- | -------------------------------- | ------- | ----- |
| 1        | LMP1-H    | 8        | Toyota Racing         | Anthony Davidson Sébastien Buemi                      | Toyota TS040 Hybrid              | M       | 236   |
| 1        | LMP1-H    | 8        | Toyota Racing         | Anthony Davidson Sébastien Buemi                      | Toyota 3.7 L V8                  | M       | 236   |
| 2        | LMP1-H    | 7        | Toyota Racing         | Alexander Wurz Stéphane Sarrazin Kazuki Nakajima      | Toyota TS040 Hybrid              | M       | 236   |
| 2        | LMP1-H    | 7        | Toyota Racing         | Alexander Wurz Stéphane Sarrazin Kazuki Nakajima      | Toyota 3.7 L V8                  | M       | 236   |
| 3        | LMP1-H    | 20       | Porsche Team          | Timo Bernhard Brendon Hartley Mark Webber             | Porsche 919 Hybrid               | M       | 235   |
| 3        | LMP1-H    | 20       | Porsche Team          | Timo Bernhard Brendon Hartley Mark Webber             | Porsche 2.0 L Turbo V4           | M       | 235   |
| 4        | LMP1-H    | 14       | Porsche Team          | Marc Lieb Romain Dumas Neel Jani                      | Porsche 919 Hybrid               | M       | 234   |
| 4        | LMP1-H    | 14       | Porsche Team          | Marc Lieb Romain Dumas Neel Jani                      | Porsche 2.0 L Turbo V4           | M       | 234   |
| 5        | LMP1-H    | 1        | Audi Sport Team Joest | Tom Kristensen Loïc Duval Lucas di Grassi             | Audi R18 e-tron quattro          | M       | 234   |
| 5        | LMP1-H    | 1        | Audi Sport Team Joest | Tom Kristensen Loïc Duval Lucas di Grassi             | Audi TDI 4.0 L Turbo V6 (Diesel) | M       | 234   |
| 6        | LMP1-H    | 2        | Audi Sport Team Joest | André Lotterer Marcel Fässler Benoît Tréluyer         | Audi R18 e-tron quattro          | M       | 233   |
| 6        | LMP1-H    | 2        | Audi Sport Team Joest | André Lotterer Marcel Fässler Benoît Tréluyer         | Audi TDI 4.0 L Turbo V6 (Diesel) | M       | 233   |
| 7        | LMP2      | 26       | G-Drive Racing        | Roman Rusinov Olivier Pla Julien Canal                | Ligier JS P2                     | D       | 219   |
| 7        | LMP2      | 26       | G-Drive Racing        | Roman Rusinov Olivier Pla Julien Canal                | Nissan VK45DE 4.5 L V8           | D       | 219   |
| 8        | LMP2      | 47       | KCMG                  | Matthew Howson Richard Bradley Alexandre Imperatori   | Oreca 03R                        | D       | 219   |
| 8        | LMP2      | 47       | KCMG                  | Matthew Howson Richard Bradley Alexandre Imperatori   | Nissan VK45DE 4.5 L V8           | D       | 219   |
| 9        | LMP2      | 35       | OAK Racing            | Keiko Ihara Gustavo Yacamán Alex Brundle              | Morgan LMP2                      | D       | 216   |
| 9        | LMP2      | 35       | OAK Racing            | Keiko Ihara Gustavo Yacamán Alex Brundle              | Judd HK 3.6 L V8                 | D       | 216   |
| 10       | LMP2      | 27       | SMP Racing            | Sergey Zlobin Maurizio Mediani Nicolas Minassian      | Oreca 03R                        | M       | 215   |
| 10       | LMP2      | 27       | SMP Racing            | Sergey Zlobin Maurizio Mediani Nicolas Minassian      | Nissan VK45DE 4.5 L V8           | M       | 215   |
| 11       | LMP1-L    | 13       | Rebellion Racing      | Dominik Kraihamer Andrea Belicchi Fabio Leimer        | Rebellion R-One                  | M       | 215   |
| 11       | LMP1-L    | 13       | Rebellion Racing      | Dominik Kraihamer Andrea Belicchi Fabio Leimer        | Toyota RV8KLM 3.4 L V8           | M       | 215   |
| 12       | LMP2      | 37       | SMP Racing            | Kirill Ladygin Anton Ladygin Viktor Shaitar           | Oreca 03R                        | M       | 212   |
| 12       | LMP2      | 37       | SMP Racing            | Kirill Ladygin Anton Ladygin Viktor Shaitar           | Nissan VK45DE 4.5 L V8           | M       | 212   |
| 13       | LMGTE Pro | 51       | AF Corse              | Gianmaria Bruni Toni Vilander                         | Ferrari 458 Italia GT2           | M       | 208   |
| 13       | LMGTE Pro | 51       | AF Corse              | Gianmaria Bruni Toni Vilander                         | Ferrari 4.5 L V8                 | M       | 208   |
| 14       | LMGTE Pro | 71       | AF Corse              | Davide Rigon James Calado                             | Ferrari 458 Italia GT2           | M       | 208   |
| 14       | LMGTE Pro | 71       | AF Corse              | Davide Rigon James Calado                             | Ferrari 4.5 L V8                 | M       | 208   |
| 15       | LMGTE Pro | 99       | Aston Martin Racing   | Darryl O'Young Alex MacDowall Fernando Rees           | Aston Martin V8 Vantage GTE      | M       | 208   |
| 15       | LMGTE Pro | 99       | Aston Martin Racing   | Darryl O'Young Alex MacDowall Fernando Rees           | Aston Martin 4.5 L V8            | M       | 208   |
| 16       | LMGTE Pro | 91       | Porsche Team Manthey  | Jörg Bergmeister Richard Lietz                        | Porsche 911 RSR                  | M       | 207   |
| 16       | LMGTE Pro | 91       | Porsche Team Manthey  | Jörg Bergmeister Richard Lietz                        | Porsche 4.0 L Flat-6             | M       | 207   |
| 17       | LMGTE Am  | 95       | Aston Martin Racing   | David Heinemeier Hansson Kristian Poulsen Nicki Thiim | Aston Martin V8 Vantage GTE      | M       | 207   |
| 17       | LMGTE Am  | 95       | Aston Martin Racing   | David Heinemeier Hansson Kristian Poulsen Nicki Thiim | Aston Martin 4.5 L V8            | M       | 207   |
| 18       | LMGTE Am  | 98       | Aston Martin Racing   | Paul Dalla Lana Pedro Lamy Christoffer Nygaard        | Aston Martin V8 Vantage GTE      | M       | 207   |
| 18       | LMGTE Am  | 98       | Aston Martin Racing   | Paul Dalla Lana Pedro Lamy Christoffer Nygaard        | Aston Martin 4.5 L V8            | M       | 207   |
| 19       | LMGTE Am  | 75       | Prospeed Competition  | François Perrodo Matthieu Vaxivière Emmanuel Collard  | Porsche 911 RSR                  | M       | 204   |
| 19       | LMGTE Am  | 75       | Prospeed Competition  | François Perrodo Matthieu Vaxivière Emmanuel Collard  | Porsche 4.0 L Flat-6             | M       | 204   |
| 20       | LMGTE Am  | 88       | Proton Competition    | Christian Ried Klaus Bachler Khaled Al Qubaisi        | Porsche 911 RSR                  | M       | 204   |
| 20       | LMGTE Am  | 88       | Proton Competition    | Christian Ried Klaus Bachler Khaled Al Qubaisi        | Porsche 4.0 L Flat-6             | M       | 204   |
| 21       | LMGTE Pro | 97       | Aston Martin Racing   | Darren Turner Stefan Mücke                            | Aston Martin V8 Vantage GTE      | M       | 204   |
| 21       | LMGTE Pro | 97       | Aston Martin Racing   | Darren Turner Stefan Mücke                            | Aston Martin 4.5 L V8            | M       | 204   |
| 22       | LMGTE Am  | 61       | AF Corse              | Bret Curtis Mike Skeen Jeroen Bleekemolen             | Ferrari 458 Italia GT2           | M       | 203   |
| 22       | LMGTE Am  | 61       | AF Corse              | Bret Curtis Mike Skeen Jeroen Bleekemolen             | Ferrari 4.5 L V8                 | M       | 203   |
| 23       | LMGTE Pro | 92       | Porsche Team Manthey  | Patrick Pilet Frédéric Makowiecki                     | Porsche 911 RSR                  | M       | 202   |
| 23       | LMGTE Pro | 92       | Porsche Team Manthey  | Patrick Pilet Frédéric Makowiecki                     | Porsche 4.0 L Flat-6             | M       | 202   |
| 24       | LMP1-L    | 12       | Rebellion Racing      | Nicolas Prost Nick Heidfeld Mathias Beche             | Rebellion R-One                  | M       | 179   |
| 24       | LMP1-L    | 12       | Rebellion Racing      | Nicolas Prost Nick Heidfeld Mathias Beche             | Toyota RV8KLM 3.4 L V8           | M       | 179   |
| Ki       | LMP1-L    | 9        | Lotus                 | Christophe Bouchut James Rossiter Pierre Kaffer       | CLM P1/01                        | M       | 181   |
| Ki       | LMP1-L    | 9        | Lotus                 | Christophe Bouchut James Rossiter Pierre Kaffer       | AER P60 Turbo V6                 | M       | 181   |
| Ki       | LMGTE Am  | 81       | AF Corse              | Stephen Wyatt Michele Rugolo Andrea Bertolini         | Ferrari 458 Italia GT2           | M       | 169   |
| Ki       | LMGTE Am  | 81       | AF Corse              | Stephen Wyatt Michele Rugolo Andrea Bertolini         | Ferrari 4.5 L V8                 | M       | 169   |
| Ki       | LMGTE Am  | 90       | 8 Star Motorsports    | Jeff Segal Paolo Ruberti Gianluca Roda                | Ferrari 458 Italia GT2           | M       | 64    |
| Ki       | LMGTE Am  | 90       | 8 Star Motorsports    | Jeff Segal Paolo Ruberti Gianluca Roda                | Ferrari 4.5 L V8                 | M       | 64    |